# よくあることさ
「よくあることさ (It's Not Unusual)」(旧邦題:「よくあることサ」)は、レス・リードとゴードン・ミルズによって書かれた楽曲で、当初はイギリスの女性歌手サンディー・ショウのために用意されたが、結局最初にレコーディングすることになったのは、当時まだ無名のトム・ジョーンズであった。ジョーンズは、ショウに提供されるデモ音源としてこの歌を録音したが、それを聴いたショウはジョーンズの歌い方に強い印象を受け、自分で取り上げることを断って、ジョーンズの録音でこの曲をリリースすることを薦めた。この曲は、ジョーンズにとって、デッカ・レコードからリリースされた2枚目のシングル盤となり、1965年に全英シングルチャートで首位まで上昇した。この曲は、ジョーンズにとってアメリカ合衆国における最初のヒット曲となり、同年5月には10位まで上昇した。米国ではパロット・レコードからシングル盤がリリースされ、『ビルボード』誌のイージーリスニング・チャート（後の Adult Contemporary チャート）で3位まで上昇した。1960年代後半から1970年代前半にかけて、ジョーンズはこの曲を、自身のテレビ・バラエティ番組『This is Tom Jones』のテーマ曲として用いた。このため、この曲は、ジョーンズの代表曲となった。
この曲の編曲は、レス・リードが手がけている。この曲でギターを演奏しているのはレッド・ツェッペリンのジミー・ペイジだとも言われてきたが、リードは、この曲の録音に関わったギタリストは「Shakin' All Over」や「Brand New Cadillac」の演奏で知られるジョー・モレッティだけであったと明言している。当時のジョーンズのグループ「Tom Jones and the Squires」には、セッションに参加するレギュラーのキーボード奏者がいなかった。この曲のレコーディングのために、ドラマーのクリス・スレイドは、ティン・パン・アレーのコーヒーハウス「ラ・ジョコンダ (La Giaconda)」へ出向き、当時無名だったレジナルド・ドワイト (Reginald Dwight)（後のエルトン・ジョン）を一日だけの臨時のレコーディング・セッション要員として採用した。

## オリジナル録音の演奏者
1960年代の通例として、レコーディングには、ジョーンズのレギュラー・バックバンドではなく、セッション・ミュージシャンたちが起用されていた。実際に誰がこの録音に参加していたのかをめぐっては議論となっているところもあるが、おおむね以下のメンバーによるものと考えられる。
- トム・ジョーンズ – ボーカル
- ジョー・モレッティ – リード・ギター
- ジミー・ペイジ – リズム・ギター
- アンディ・ホワイト (Andy White)、ないし、ロニー・ヴェレル (Ronnie Verrell) - ドラムス
- スタン・バレット (Stan Barrett) – パーカッション
- ケニー・サーモン (Kenny Salmon) – オルガン
- エリック・フォード (Eric Ford)、ないし、アラン・ウェイゲル (Alan Weighell) – ベース
- ジョン・カーター (John Carter)、ケン・ルイス (Ken Lewis) – バック・ボーカル
- スタン・ロデリック (Stan Roderick)、ケニー・ベイカー (Kenny Baker)、バート・イザード (Bert Ezzard)、レイ・デイヴィーズ (Ray Davies)、ないし、エディ・ブレア (Eddie Blair) – トランペット
- ロニー・ロス (Ronnie Ross – テナー・サックス
- ハリー・クレイン (Harry Klein) – バリトン・サックス
- ボブ・エフォード (Bob Efford) – セカンド・テナー・サックス

## カバー・バージョン
- インプレッションズ (The Impressions) は、1965年にこの曲を録音した。
- スプリームス（シュープリームス）は、この曲をアルバム『The Supremes A' Go-Go』のために録音したが、結局のところアルバムには収録されなかった。この音源は、近年になって、未発表音源、レア音源集に取り上げられ、リリースされた。
- 皮肉なことに、上のスプリームスの音源でリード・ボーカルをとっていたフローレンス・バラード (Florence Ballard) が、1968年にソロ・デビュー・アルバム『You Don't Have To』のために録音したバージョンも、ABCレコードがアルバムごとお蔵入りにしてしまい、後に『The Supreme Florence "Flo" Ballard』がCDでリリースされるまで未発表のままになった。
- イタリアのロック歌手リトル・トニー (Little Tony) は、「Non è normale」（「普通ではない」の意、英語原題とは逆になっている）という曲名のカバーを歌っている。
- 米国のオルタナティブ・バンド、ワイルド・コロニアルズ (Wild Colonials) によるカバーは、アルバム『Reel Life, Vol. 1』に収録され、さらにエレン・デジェネレス監督の映画『ミスター・クレイジー (Mr. Wrong)』のサウンドトラックにも用いられた。
- ファイブ・アイアン・フレンジー (Five Iron Frenzy) は、この曲をライブアルバム『Five Iron Frenzy LIVE: Proof That the Youth Are Revolting』に収め、後にはスタジオ録音によるバージョンを、アルバム『All the Hype That Money Can Buy』に収録した。
- シェールは、この曲を1966年のアルバム『The Sonny Side of Cher』に収録した。
- この曲を書いたレス・リードは、そのオーケストラとともに、インストゥルメンタル・バージョンを、1971年のアルバム『Colour Me』に収録した。
- フィリピン人歌手・アーティストのサム・ソロノ (Sam Sorono) [3]は、この曲をEMIから出した1789年のアルバム『Sings Tom Jones' Greatest Hits』に収録した。
- ザ・ウェディング・プレゼントは、1989年のアルバム『Bizarro』のイギリス再発盤CDに、この曲のカバーを追加収録した。
- チェコのポップス歌手パヴェル・ノヴァック (Pavel Novák) は、「Jeden týden」（「1週間」の意）という曲名のカバーを歌っている。
- この曲は、テレビドラマ『glee/グリー』のシリーズ3第1話（通算第45話）「メンバーチェンジ (The Purple Piano Project)」で、ダレン・クリス演じるブレイン・アンダーソンが歌った[4]。
- オルタナティブ・ロック・バンドのベリー (Belly) は、1994年の映画『きっと忘れない』のサウンドトラックでこの曲をカバーした。

## 大衆文化の中で
この曲は、1990年代のアメリカ合衆国のシチュエーション・コメディ・シリーズのテレビ番組『The Fresh Prince of Bel-Air』で、登場人物のひとりカールトン・バンクス (Carlton Banks) がお決まりの「カールトン・ダンス」を披露するシーンの音楽としてしばしば用いられた。「Alma-Matter」の回では、夢の中の場面でジョーンズ本人が登場し、カールトンと一緒にこの曲を歌った。
ニュージャージー・デビルスは、ゲイリー・グリッター (Gary Glitter) の「ロックンロール・パートII (Rock and Roll Part 2)」に代えて、この曲を「カールトン・ダンス」のビデオとともに、2013年/2014年のNHLシーズンに用いることを検討している。
この曲は、『ザ・シンプソンズ』第4シリーズ第7話「マージの就職 (Marge Gets a Job)」で使用され、ジョーンズがゲスト・スターといて登場した。このエピソードでは、マージ・シンプソンが、実はトム・ジョーンズ好きだと明らかにされ、エピソードの終盤では、舞台の反響板に足かせされたジョーンズが『よくあることさ』をマージとホーマー・シンプソンのために歌う。
ティム・バートン監督は、映画2作品、最初は『シザーハンズ』、その後再び『マーズ・アタック!』で、この曲を使用しており、後者にはトム・ジョーンズが本人役でカメオ出演している。
この曲はテリー・ギリアム監督の映画『ラスベガスをやっつけろ』でも使用されているほか、1996年の映画『パーフェクト・ファミリー (House Arrest)』と『フリッパー』、1991年のカナダ映画『ハイウェイ61 (Highway 61)』（予告編でも使用されている）、さらに『Mr. Jolly Lives Next Door』、1999年の『U.M.A レイク・プラシッド』などでも使われた。
シチュエーション・コメディ・シリーズ『3rd Rock from the Sun』では、登場人物のひとりである警官の Don Orville が、カラオケ・バーでこの曲を歌う場面がある。
テレビドラマ『セックス・アンド・ザ・シティ』では、登場人物のエイダン・ショウがシャワーを浴びながらこの歌を歌っているときに、キャリー・ブラッドショー (Carrie Bradshaw) が彼のジムバッグの中に婚約指輪を見つける、という場面がある。
アニメ『ダック・ドジャース』のシーズン2・通算17話前半「歌声で勝負だ! (Talent Show A-Go-Go)」では、トム・ジョーンズとダック・ドジャースがいずれもこの曲を歌う。最初にダック・ドジャースがトム・ジョーンズの声で歌い、その後、トム・ジョーンズがダック・ドジャースの声で歌う。
この曲はこのほかにも、『ふたりは友達? ウィル&グレイス』の第10シーズン・通算第101話「The Honeymoon's Over」や、『フレンズ』のシーズン5第23話（通算第120話）「恋人たちのベガス-part1 (The One in Vegas, Part One)」、『The O.C.』のシーズン1第16話「パームスプリングス (The Links)」でも使用された。
公共放送サービス (PBS) のゲーム番組『Where in the World Is Carmen Sandiego?』の第4シーズンのエピソード「Medieval Evil」では、謎解きの手がかりとして、この曲が短く使用された。
アクションゲーム『Saints Row: The Third』では、この曲で踊る場面が取り上げられている。